# Martin Procházka

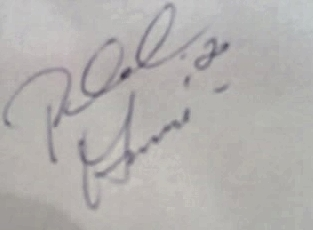
Podpis Martina Procházky

Martin Procházka (* 3. března 1972, Slaný) je český hokejový trenér a bývalý hokejový útočník. V letech 2016–2019 byl hlavním trenérem druholigového týmu HC Řisuty a od roku 2017 působí jako hokejový expert České televize.
V roce 2012 se zúčastnil televizní soutěže StarDance …když hvězdy tančí, ve které společně s taneční partnerkou Terezou Bufkovou obsadil druhé místo.

## Hráčská kariéra
Je mnohonásobný český reprezentant – mistr světa z let 1996, 1999, 2000 a 2001 a vítěz ze Zimních olympijských her 1998. Je členem Klubu hokejových střelců deníku Sport, mimo jiná ocenění získal v roce 1999 také Cenu Václava Paciny. Po zdravotních problémech v sezoně 2009/2010 se rozhodl ukončit aktivní hokejovou kariéru. V minulosti byl součástí proslulé Blue Line společně s Pavlem Paterou a Otakarem Vejvodou.
Je členem Síně slávy českého hokeje, Síně slávy kladenského hokeje a čestným občanem města Kladna.

## Ocenění a úspěchy
- 1994 ČHL – Nejlepší hráč v pobytu na ledě +/−
- 1995 ČHL – Nejlepší hráč v pobytu na ledě +/−
- 1996 MS – Vítězný gól
- 1997 MS – All-Star Tým
- 1998 – čestné občanství města Kladna
- 1999 ČHL – Nejlepší hráč v pobytu na ledě +/− v playoff
- 1999 ČHL – Nejlepší střelec v playoff
- 1999 ČHL – Nejproduktivnější hráč v playoff
- 1999 ČHL – Nejlepší hráč v playoff
- 1999 ČHL – Vítězný gól
- 2000 MS – Nejužitečnější hráč
- 2005 ČHL/SHL – Utkání hvězd české a slovenské extraligy
- 2005 ČHL – Nejslušnější hráč
- 2007 ČHL – Nejvíce vstřelených vítězných branek
- 2007 ČHL – Nejlepší střelec v přesilových hrách
- 2014 – Síň slávy kladenského hokeje

## Prvenství
- Debut v NHL – 9. října 1997 (Vancouver Canucks proti Toronto Maple Leafs)
- První asistence v NHL – 18. října 1997 (Toronto Maple Leafs proti Dallas Stars)
- První gól v NHL – 3. ledna 1998 (New Jersey Devils proti Toronto Maple Leafs, brankáři Martinu Brodeurovi)

## Klubová statistika
| Sezóna        | Klub                | Soutěž        |     | Základní část | Základní část | Základní část | Základní část | Základní část |    | Play off | Play off | Play off | Play off | Play off |
| Sezóna        | Klub                | Soutěž        | Z   | G             | A             | B             | TM            | Z             | G  | A        | B        | TM       |          |          |
| 1989–90       | Poldi SONP Kladno   | ČSHL          | 41  | 16            | 10            | 26            | 8             | 8             | 2  | 1        | 3        | 2        |          |          |
| 1990–91       | Poldi SONP Kladno   | ČSHL          | 50  | 19            | 9             | 28            | 43            | —             | —  | —        | —        | —        |          |          |
| 1991–92       | ASD Dukla Jihlava   | ČSHL          | 36  | 14            | 9             | 23            | —             | 8             | 3  | 2        | 5        | —        |          |          |
| 1992–93       | Poldi SONP Kladno   | ČSHL          | 37  | 22            | 11            | 33            | 8             | —             | —  | —        | —        | —        |          |          |
| 1993–94       | Poldi SONP Kladno   | ČHL           | 43  | 24            | 16            | 40            | 18            | 2             | 2  | 0        | 2        | 0        |          |          |
| 1994–95       | Poldi SONP Kladno   | ČHL           | 41  | 25            | 33            | 58            | 20            | 11            | 8  | 4        | 12       | 4        |          |          |
| 1995–96       | HC Poldi Kladno     | ČHL           | 37  | 15            | 28            | 43            | 14            | 8             | 2  | 4        | 6        | 2        |          |          |
| 1996–97       | AIK Ishockey        | SEL           | 49  | 16            | 23            | 39            | 38            | 7             | 2  | 3        | 5        | 8        |          |          |
| 1997–98       | Toronto Maple Leafs | NHL           | 29  | 2             | 4             | 6             | 8             | —             | —  | —        | —        | —        |          |          |
| 1998–99       | HC Slovnaft Vsetín  | ČHL           | 46  | 20            | 26            | 46            | 10            | 12            | 11 | 9        | 20       | 0        |          |          |
| 1999–00       | Atlanta Thrashers   | NHL           | 3   | 0             | 1             | 1             | 0             | —             | —  | —        | —        | —        |          |          |
| 1999–00       | HC Slovnaft Vsetín  | ČHL           | 31  | 10            | 10            | 20            | 18            | 9             | 2  | 0        | 2        | 0        |          |          |
| 2000–01       | HC Vítkovice        | ČHL           | 32  | 15            | 16            | 31            | 12            | 10            | 4  | 2        | 6        | 0        |          |          |
| 2001–02       | HC Vítkovice        | ČHL           | 20  | 6             | 11            | 17            | 4             | —             | —  | —        | —        | —        |          |          |
| 2001–02       | Avangard Omsk       | RSL           | 31  | 8             | 6             | 14            | 6             | 11            | 2  | 1        | 3        | 2        |          |          |
| 2002–03       | Avangard Omsk       | RSL           | 35  | 9             | 9             | 18            | 12            | 3             | 1  | 0        | 1        | 4        |          |          |
| 2003–04       | HC Rabat Kladno     | ČHL           | 23  | 5             | 6             | 11            | 2             | —             | —  | —        | —        | —        |          |          |
| 2003–04       | Chimik Voskresensk  | RSL           | 3   | 0             | 0             | 0             | 2             | —             | —  | —        | —        | —        |          |          |
| 2004–05       | HC Rabat Kladno     | ČHL           | 45  | 22            | 16            | 38            | 10            | 7             | 3  | 2        | 5        | 2        |          |          |
| 2005–06       | HC Rabat Kladno     | ČHL           | 40  | 9             | 15            | 24            | 18            | —             | —  | —        | —        | —        |          |          |
| 2006–07       | HC Rabat Kladno     | ČHL           | 49  | 35            | 16            | 51            | 40            | 3             | 1  | 0        | 1        | 2        |          |          |
| 2007–08       | HC Kladno           | ČHL           | 52  | 21            | 8             | 29            | 26            | 7             | 6  | 3        | 9        | 6        |          |          |
| 2008–09       | HC Kladno           | ČHL           | 42  | 13            | 15            | 28            | 12            | 10            | 4  | 2        | 6        | 4        |          |          |
| 2009–10       | HC Kladno           | ČHL           | 30  | 3             | 3             | 6             | 48            | 10            | 0  | 1        | 1        | 4        |          |          |
| 2011–12       | EV Regensburg       | Ober.         | 38  | 18            | 21            | 39            | 20            | 8             | 1  | 1        | 2        | 4        |          |          |
| Celkem v ČSHL | Celkem v ČSHL       | Celkem v ČSHL | 164 | 71            | 39            | 110           | —             | 16            | 5  | 3        | 8        | —        |          |          |
| Celkem v ČHL  | Celkem v ČHL        | Celkem v ČHL  | 531 | 223           | 219           | 442           | 252           | 89            | 43 | 27       | 70       | 24       |          |          |
| Celkem v NHL  | Celkem v NHL        | Celkem v NHL  | 32  | 2             | 5             | 7             | 8             | —             | —  | —        | —        | —        |          |          |

## Reprezentace
| Rok                       | Tým                       | Soutěž                    | Z  | G  | A  | B  | TM |
| ------------------------- | ------------------------- | ------------------------- | -- | -- | -- | -- | -- |
| 1990                      | Československo 18         | MEJ                       | 6  | 2  | 4  | 6  | 2  |
| 1990                      | Československo 20         | MSJ                       | 7  | 2  | 5  | 7  | 2  |
| 1991                      | Československo 20         | MSJ                       | 7  | 4  | 1  | 5  | 0  |
| 1992                      | Československo 20         | MSJ                       | 7  | 0  | 2  | 2  | 0  |
| 1995                      | Česko                     | MS                        | 8  | 2  | 1  | 3  | 2  |
| 1996                      | Česko                     | SP                        | 2  | 0  | 0  | 0  | 0  |
| 1996                      | Česko                     | MS                        | 8  | 3  | 3  | 6  | 2  |
| 1997                      | Česko                     | MS                        | 9  | 7  | 7  | 14 | 4  |
| 1998                      | Česko                     | OH                        | 6  | 1  | 1  | 2  | 0  |
| 1998                      | Česko                     | MS                        | 8  | 3  | 5  | 8  | 14 |
| 1999                      | Česko                     | MS                        | 10 | 2  | 4  | 6  | 0  |
| 2000                      | Česko                     | MS                        | 9  | 2  | 3  | 5  | 6  |
| 2001                      | Česko                     | MS                        | 9  | 4  | 2  | 6  | 2  |
| 2002                      | Česko                     | MS                        | 7  | 4  | 3  | 7  | 0  |
| Juniorská kariéra celkově | Juniorská kariéra celkově | Juniorská kariéra celkově | 27 | 11 | 9  | 20 | 8  |
| Seniorská kariéra celkově | Seniorská kariéra celkově | Seniorská kariéra celkově | 76 | 28 | 29 | 57 | 30 |